# パラノイア (STG)
『パラノイア』は、1990年3月1日に日本のナグザットから発売されたPCエンジン用横スクロールシューティングゲーム。
自機を操作し、悪魔アグリーが創造した世界に迷い込んだ自分の魂を救出する事を目的としたゲームで全5面2周エンドとなっている。面をクリアする度に悪魔が登場しプレイヤーを挑発したり、般若や九尾の狐、ガネーシャ、シヴァなどが敵キャラとして登場する。メインショットはパワーアップせず、サテライトと呼ばれるオプションを装着しゲームを進める。開発はデュアルが担当している。
日本国外では『Psychosis』のタイトルで発売されているが、2面と3面が入れ替わっていたり、ステージクリアごとに挿入されるアグリーの挑発の台詞やポーズが「FUCK YOU」から「COME ON」という形に変更されていたりなど、ゲーム内容に若干の違いが見られる。

## ゲーム内容

### アイテム
サテライトは通常弾を防ぐ他、敵に接触させることによりダメージを与えることが可能。ボタンを押すことにより90度ずつ右回転し攻撃方向を変えることができる。
サンダー
サテライトの両端から電撃を放出する。
ワイドウェーブ
地形を貫通するウェーブショットを放つ。
バックレーザー
斜め方向にレーザーを撃つ。
バリア
機体全体を覆うバリアが装着される。
スピードアップ
自機の速度を上げる。

## 移植版
| No. | タイトル             | 発売日                                    | 対応機種                                                    | 開発元            | 発売元             | メディア                              | 型式 | 備考                                                                                     |
| --- | -------------------- | ----------------------------------------- | ----------------------------------------------------------- | ----------------- | ------------------ | ------------------------------------- | ---- | ---------------------------------------------------------------------------------------- |
| 1   | PSYCHOSIS パラノイア | 2008年2月25日 2008年2月29日 2008年6月24日 | Wii                                                         | デュアル          | 加賀クリエイト     | ダウンロード （バーチャルコンソール） | -    | 2019年1月31日 配信・販売終了                                                             |
| 2   | PSYCHOSIS            | 2020年3月19日                             | PCエンジン mini TurboGrafx-16 mini PC Engine CoreGrafx mini | M2 ※ 移植開発担当 | KDE ※ 本体の発売元 | プリインストール                      | -    | 本体にあらかじめ収録されている58タイトルの中の一つ。 ※ 北米版（TurboGrafx-16版）を収録。 |

## 評価
ゲーム誌『ファミコン通信』の「クロスレビュー」では合計24点（満40点）、『月刊PCエンジン』では85・85・85・75・75の平均81点、『マル勝PCエンジン』では6・6・6・6の合計24点（満40点）、『PC Engine FAN』の読者投票による「ゲーム通信簿」での評価は以下の通りとなっており、19.48点（30点満点）となっている。また、この得点はPCエンジン全ソフトの中で363位（485本中、1993年時点）となっている。
| 項目 | キャラクタ | 音楽 | 操作性 | 熱中度 | お買得度 | オリジナリティ | 総合  |
| 得点 | 3.37       | 3.26 | 3.39   | 3.16   | 3.04     | 3.27           | 19.48 |